# ビーラ・ツェールクヴァ
ビーラ・ツェールクヴァ（ウクライナ語：Біла Церква, 発音 [ˈbilɐ ˈtsɛrkwɐ] ( 音声ファイル)；意訳：「白聖堂」）は、ウクライナのキーウ州南西部における都市。ビーラ・ツェールクヴァ地区の中心である。首都キーウから約80 km南方にあり、近くにはドニプロ川の支流ローシ川が流れる。ビーラ・ツェールクヴァ連隊の中心。

## 概要

### 歴史
ビーラ・ツェールクヴァは、1032年にキエフ大公ヤロスラウ賢公によって建設された。当時の名称は、公の洗礼名「ユーリイ」にちなむユーリイェウ(ウクライナ語：Юрієв；意訳：「ユーリイの町」)であった。現在のビーラ・ツェールクヴァの名は、この町に白壁の教会があったことから呼ばれるようになったものと推測されている。
キエフ大公国の崩壊後、ウクライナの他の都市とともにジョチ・ウルスの支配下に入った。
1363年にタタール軍が駆逐されると、ウクライナ北東部の他の町とともにリトアニア大公国の領域に入った。1569年からは、ポーランド王国領に組み込まれた。1651年9月28日には、ポーランド・リトアニア共和国のヘトマン・ミコワイ・ポトツキとウクライナ・コサックのボフダン・フメリニツキーとの間でベレステーツィコの戦いの停戦条約となるビーラ・ツェールクヴァ条約が結ばれた。
1793年には、第2次ポーランド分割により町はロシア帝国に併合された。19世紀には、ビーラ・ツェールクヴァは主要郡都市になった。
ソ連時代には、町は機械製造、建設工業などの主要工業センターに様変わりした。

### 景観
聖ムィコラーイ教会は、1706年に建設が開始されたが、完成は1852年までかかった。正教会の教会は1833年から1839年の間に建設されたが、ポーランド時代に信奉されたカトリック教会は1812年まで存続した。
ビーラ・ツェールクヴァ2 kmの地点には、イギリス式庭園様式の樹木公園であるオレクサンドリーヤ樹木公園がある。面積は201.48 haで1793年に開園した。建設者はポーランド王国のヘトマン、フランチシェク・クサヴェルィ・ブラニツキである。西欧の文化を色濃く反映していたポーランド宮廷文化により、当時流行していたイギリス方式の風景式庭園となった。これはイギリスの緩やかな起伏をもつ丘陵風景を生かしたものであったが、沿ドニエプルの丘陵帯にも合った様式であった。

## 名所

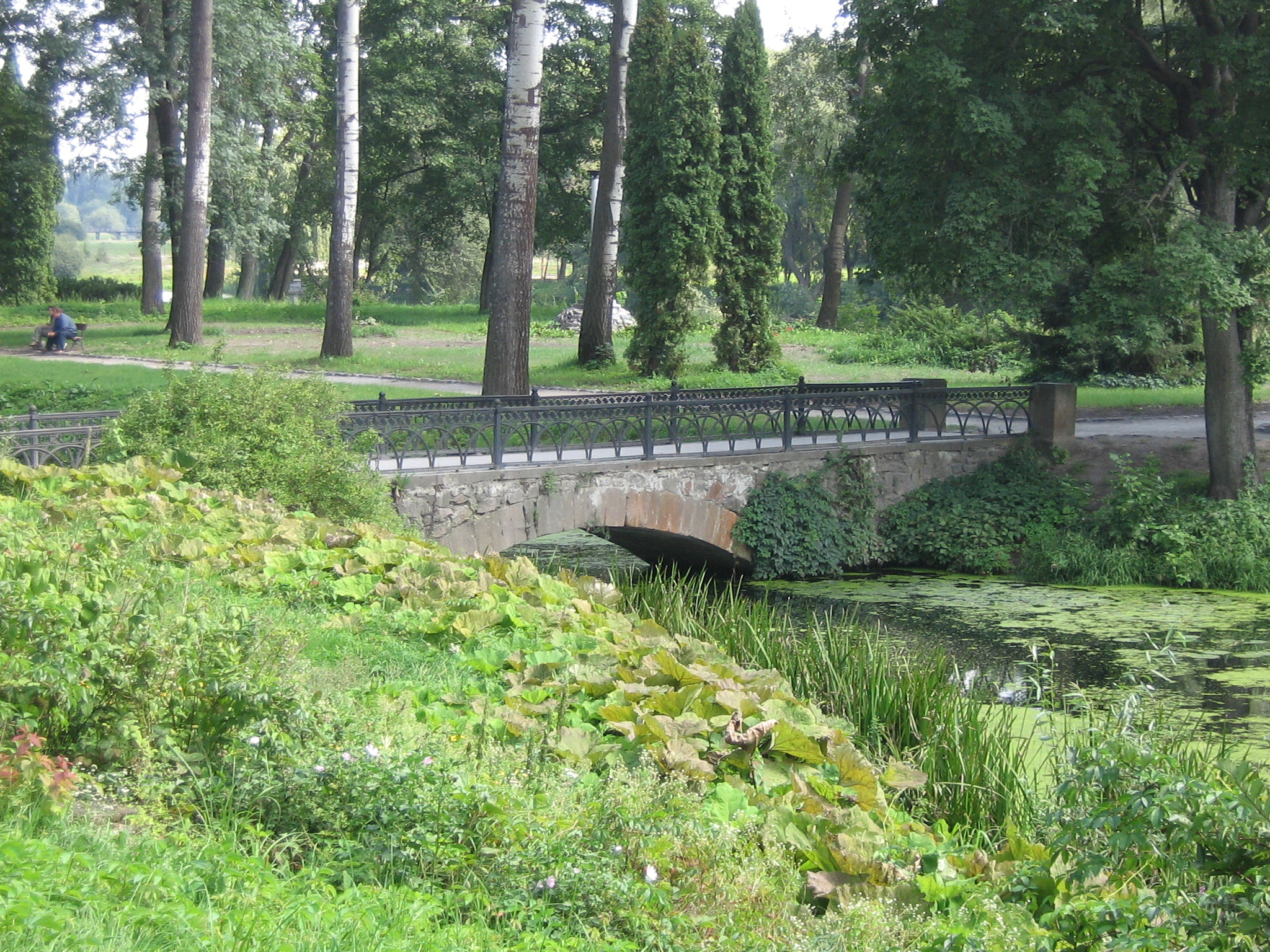
オレクサンドリーヤ樹木公園

### 教会
- 聖洗礼者イヴァン聖堂
- 聖大殉教者ヘオールヒイ礼拝堂
- 聖マリヤ・マグダレナ聖堂
- 聖ムィコラーイ聖堂
- 聖救世主変容大聖堂

### 博物館
- オレクサンドリーヤ樹木公園博物館
- 電子通信博物館
- 冬の宮殿
- 郷土博物館

### 遺跡
- 城の山
- 墳丘墓

### 公園
- オレクサンドリーヤ樹木公園
- タラス・シェウチェーンコ名称公園

### 立体像
- コスィーヌシクィイの乱の石像
- 戦車の像
- ペトロー・ザポロージェツィの銅像
- ボフダン・フメリニツキーの銅像
- ホロドモール犠牲者銅像
- ヤロスラフ賢公の銅像

## 出身者
- ダヴィート・ブロンシュテーイン：チェスのチャンピオン。
- イヴァン・マゼーパ：ヘーチマン国家のヘーチマン。
- リュドムィーラ・パウリチェーンコ：ソ連の狙撃手。

## 姉妹都市
- 中国、錦州市
- ポーランド、オストビェツ・シュヴェトシンスキ市
- リトアニア、カウナス市